# Власюк Петро Антипович
Петро́ Анти́пович Власю́к (нар. 3 (16) лютого 1905, Чемериське — 18 березня 1980, Київ) — український агрохімік, ґрунтознавець і фізіолог рослин, академік АН УРСР (з 30 червня 1948 року), академік Всесоюзної академії сільськогосподарських наук, президент Української академії сільськогосподарських наук. Кандидат у члени ЦК КПУ в 1960—1966 роках, депутат Верховної Ради УРСР 5-го скликання.

## До життєпису
Петро Власюк народився у селянській родині 3 (16) лютого 1905 року у с. Чемериське Букського повіту Київської губернії (нині — Звенигородський район Черкаської області). Навчався в Лисянській початковій школі, згодом в Уманському сільськогосподарському технікумі. Закінчив два вищих навчальних заклади: Уманський сільськогосподарський інститут (1926; згодом працював там лаборантом, асистентом і доцентом, паралельно керуючи Уманською дослідною станцією) і Ленінградський сільськогосподарський інститут (1930). Член ВКП(б) з 1930 року.
У 1931 р. Петру Антиповичу присвоєно звання професора зі спеціальності ґрунтознавство та агрохімія. Тоді ж він очолив кафедру агрохімії і ґрунтознавства Уманського сільськогосподарського інституту, поєднуючи викладацьку роботу з практичною в агрохімічній лабораторії і секторі хімізації Всесоюзного науково-дослідного інституту цукрової промисловості (надалі Всесоюзного науково-дослідного інституту цукрових буряків в м. Києві).
1939 року професор П. Власюк обраний членом-кореспондентом АН УРСР, водночас він керує відділом фізіології живлення рослин в Інституті ботаніки АН УРСР, згодом стає його директором. У роки Другої світової війни у зв'язку з евакуацією АН УРСР переїхав до Уфи і сконцентрував дослідження на проблемах сільського господарства Башкирії та Південного Уралу. Успішно захистив дисертацію «Марганець і живлення рослин», за яку йому було присуджено науковий ступінь доктора сільськогосподарських наук.
Після війни Петро Антипович працював заступником директора з наукової роботи і завідувачем відділу фізіології живлення рослин Інституту фізіології рослин і агрохімії АН УРСР, професор Київського університету (1947—1956 рр); завідувач кафедри ґрунтознавства Київського державного університету. Був фундатором та керівником Інституту фізіології рослин АН УРСР (1952—1973 рр).
У 1948 р. вченого обрано академіком АН УРСР (із спеціальності фізіологія живлення рослин, агроґрунтознавство) і академіком ВАСГНІЛ (зі спеціальності фізіологія живлення рослин, агрохімія, ґрунтознавство).
У грудні 1956 р. йому присвоєно звання «Заслужений діяч науки УРСР».
У 1956—1962 р. — президент Української академії сільськогосподарських наук.
Жив у Києві в будинку на вулиці Михайла Коцюбинського, 9.
Помер 18 березня 1980 року на 76-му році життя. Похований на Байковому цвинтарі міста Києва.

## Науковий доробок
Уперше розробив органо-мінеральну систему добрив рослин у сівозмінах, яка сприяла значній економії добрив і підвищенню продуктивності рослинництва в Україні. Провів дослідження зі збагачення органічних добрив мікроелементами й адсорбентами і на їх базі запропонував ефективні способи виготовлення біологічно збагачених компостів. Створив новий метод оцінки життєздатності рослин у зимовий період, який надалі широко застосовувався в практиці обстеження стану посівів озимих зернових культур в УРСР.

## Теоретичні розвідки
Ціла низка наукових досліджень П. Власюка і його співробітників була присвячена вивченню механізмів дії макро- й мікроелементів на ріст, розвиток та продуктивність сільськогосподарських культур. Учений з'ясував фізіологічні особливості участі сполук фосфору в синтезі вуглеводів в органах цукрового буряка і сірки — в утворенні амінокислот та білків. Отримані результати сприяли оптимізації умов живлення культурних рослин. Ці роботи отримали наукове визнання й удостоєні диплома ІІ ступеня Президії АН СРСР.
Подальші дослідження були спрямовані на встановлення біологічної ролі марганцю, молібдену, бору, цинку, кобальту і літію у функціонуванні систем життєдіяльності рослин на клітинному, субклітинному, молекулярному та організменному рівнях. Академік П. Власюк вивчав локалізацію мікроелементів у клітинних структурах листків і коренів цукрового буряка, кормових бобів, гороху, сої, кукурудзи та інших культур. Виявив роль мікроелементів в обміні нуклеїнових кислот у рослинах. Пріоритетні дослідження щодо фізіологічної ролі марганцю в живленні рослин учений узагальнив у монографії «Марганцеве живлення і удобрення рослин».

## Експериментальні дослідження
Серією експериментів Петро Антипович обґрунтував сутність впливу органічних речовин, мінеральних добрив, мікроелементів і фізіологічно активних речовин на процеси росту та розвитку рослин. Він ґрунтовно розширив асортимент добрив, знайшовши застосування відходам виробництва, таким як марганцевий шлам, мартенівський шлак, хлоросвинцевоцинковий і хлорбарієвий бруди, відходи марганцевої та буровугільної промисловості, титанові, борні відходи тощо.
Саме П. Власюк зі співробітниками вперше в Україні застосував революційний метод «мічених атомів», із допомогою якого встановив нові закономірності процесів живлення рослин. Використання мічених атомів вуглецю, фосфору, кальцію, сірки й інших сполук дало можливість вивчити механізм розподілу, надходження та транспортування поживних речовин у клітинні компартменти, участь їх у перебігу процесів метаболізму.
Вагомим здобутком вченого було вивчення фізіологічних особливостей участі сполук фосфору в синтезі вуглеводів у рослинах цукрового буряка. З ініціативи Петра Антиповича і з його безпосередньою участю на Вінницькому та Сумському хімічних комбінатах налагодили виробництво марганізованого гранульованого суперфосфату, виготовили 1800 тис. тонн добрива, яке було використане під посіви сільськогосподарських культур на площі 12 млн га. А також дослідні партії боратового, молібденового і цинкового суперфосфатів, нітроамофоски, карбофоси й карбоамофоски з марганцем, молібденом, бором, літієм та цинком, які знайшли широке застосування у сільському господарстві.
Колектив дослідників під керівництвом і з участю Петра Антиповича розробив технологію передпосівного збагачення насіння кукурудзи мікроелементами на калібрувальних заводах, склав картограми вмісту рухомих форм мікроелементів у ґрунтах, опублікував фундаментальну монографію «Ґрунти України», за яку П. Власюку та іншим вченим присуджено премію ім. В. Докучаєва.

## Видання
Академік Власюк представляв досягнення вітчизняної науки на багатьох міжнародних галузевих конференціях і симпозіумах. Самостійно та у співавторстві він опублікував понад 1 500 наукових праць, серед яких 40 монографій, книжок, брошур, навчальних та методичних посібників, п'ять авторських свідоцтв на винаходи тощо.
- «Марганцеве живлення і удобрення рослин»
- «Ґрунти України»

## Громадська діяльність
П. Власюк обирався депутатом Верховної Ради УРСР п'ятого скликання, Київського міського і обласного виконавчих комітетів Рад депутатів трудящих.

## Звання та нагороди
«Заслужений діяч науки УРСР» (з 1956 року). Нагороджений двома орденами Леніна (1944, 26.02.1958), орденом Жовтневої Революції, Трудового Червоного Прапора (19.03.1965), орденом «Знак Пошани» (1944), багатьма медалями СРСР, ВСГВ і ВДНГ СРСР і УРСР. Лауреат премії імені В. Докучаєва.

## Спадщина
Організатор науки, педагог, П. Власюк підготував і виховав цілу плеяду науковців-послідовників, серед яких 27 докторів та 140 кандидатів наук, зокрема Степан Слухай, Олексій Хоменко тощо. Академік Власюк створив загальновизнану школу фізіологів рослин, агрохіміків і ґрунтознавців, залишив вагому теоретичну й методологічну спадщину. Нові види добрив з мікроелементами, запропоновані Власюком, застосовують і зараз.

## Вшашування пам'яті

меморіальна дошка у м. Києві, вул. Коцюбинського, 9

У Києві, на будинку по вулиці Михайла Коцюбинського, 9, де з 1944 по 1980 рік жив учений, встановлено бронзову меморальну дошку.
У 2010 році, в 105-ту річницю від дня народження Петра Антиповича, відбулося урочисте відкриття меморіальної дошки на другому навчальному корпусі Національного університету біоресурсів і природокористування України, де учений багато років очолював кафедру агрохімії.